# 鶏知重砲兵大隊
鶏知重砲兵大隊（けちじゅうほうへいだいたい）は、1920年から1936年まで、日本の長崎県対馬にあった沿岸砲兵隊である。対馬要塞の実働部隊で、対馬海峡を通航する艦船に対する防護を任務とした。前身は対馬重砲兵大隊。1936年に鶏知重砲兵連隊に改組した。

## 設置から廃止まで
1920年まで、対馬には対馬警備隊が置かれ、対馬警備隊司令部のもとに対馬警備歩兵大隊と対馬重砲兵大隊の2部隊が置かれていた。1920年（大正9年）8月10日の軍令陸乙第8号で、対馬警備隊司令部は対馬要塞司令部に改称し、警備歩兵大隊は廃止になった。12月1日に、対馬重砲兵大隊は鶏知重砲兵大隊と改称になった。
対馬要塞の唯一の部隊で、砲兵中佐が隊長に任命された。その上には対馬要塞司令部があって、少将が司令官になっていた。平時に兵員が配置されていない砲台の管理は要塞司令部が行っており、重砲兵大隊は訓練で砲台を使用するときにその都度借り受ける関係であった。
改称時点では3個中隊だったが、1922年（大正11年）軍令陸乙第12号により、第3中隊が廃止になった。
1936年6月1日、軍令陸第4号により、2個中隊のまま、鶏知重砲兵連隊となった。

## 年表
- 1920年（大正9年）12月1日 対馬重砲兵大隊が鶏知重砲兵大隊に改称。
- 1921年（大正10年）9月 多功崎砲台の克式二十四糎加農1門を射撃演習中に破損。[6]
- 1921年（大正10年）12月 廃止になった長崎重砲兵大隊から三八式十糎加農砲2門を受領。
- 1922年（大正11年）8月 第3中隊（135名）が廃止。下関重砲兵連隊に転属[4]。
- 1922年（大正11年） 三八式十糎加農砲4門を重砲観測具2とともに撤去[7]。
- 1922年（大正11年）11月 三八式機関銃3挺を三年式機関銃3挺に替える[7]。
- 1922年（大正11年）12月 四五式十五糎加農砲1門を撤去し、四五式二十四糎榴弾砲1門を受領[7]
- 1923年（大正12年）3月26日 鋼製九糎臼砲4門を撤去[8]。
- 1925年（大正14年）2月26日 三八式十二糎榴弾砲4門を受領[9]。
- 1926年（大正15年）3月9日 三八式野砲6門を受領[10]。
- 1927年（昭和2年） 11年式高射砲観測車1を受領[11]
- 1928年（昭和3年） 十四年式十糎高射砲1門を受領[12]。
- 1929年（昭和4年） 十四年式十糎高射砲1門を受領[13]。
- 1930年（昭和5年） 八八式海岸射撃具砲を受領[14]。
- 1934年（昭和9年）5月7日 九〇式大空中聴音機1、九〇式小空中聴音機1を受領[15]。
- 1934年（昭和9年）7月3日 改造百五〇糎軽胴型探照灯1を受領[15]。
- 1936年（昭和11年）1月13日 八八式七糎野戦高射砲受領[5]
- 1936年（昭和11年）2月27日 四五式二十四糎榴弾砲を返納し、下関重砲兵連隊に送る[5]。
- 1936年（昭和11年）3月25日 横須賀重砲兵連隊から送られた四五式十五糎加農砲を受領[5]。
- 1936年（昭和11年）5月2日 十一年式十糎高射砲を名古屋兵器支廠へ返納。
- 1936年（昭和11年）6月1日 鶏知重砲兵連隊となる[5]。

## 部隊構成

### 1920年から1922年まで
- 大隊本部
  - 第1中隊
  - 第2中隊
  - 第3中隊

### 1922年から1936年まで
- 大隊本部
  - 第1中隊
  - 第2中隊

## 歴代大隊長
- 藤沼章六　砲兵中佐　1920年 - 1923年8月6日[16]
- 小幡清見　砲兵中佐→大佐　1923年8月6日[16] - 1924年5月1日[9]
- 岡島詳吉　砲兵大佐　1924年5月1日[9] - 1928年3月8日[12]
- 馬淵満治郎　砲兵中佐　1928年3月8日[12] - 1930年3月6日[17]
- 武藤晋　砲兵中佐　1930年3月6日[17] - 1933年3月18日[18]
- 渡辺森次　砲兵中佐　1933年3月18日[18] - 1935年8月1日[19]
- 滝弘忠　砲兵中佐　1935年8月1日[19]  1936年6月1日、連隊長となる[5]